# Der Mann mit dem goldenen Pinsel
Der Mann mit dem goldenen Pinsel ist ein deutsch-italienischer Erotikfilm aus dem Jahre 1969 von Franz Marischka.

## Handlung
München, Ende der 1960er Jahre. Der nur mäßig talentierte junge Maler Archie ist soeben aus Paris heimgekehrt, um im Münchner Künstler- und Bohèmeviertel Schwabing sein Glück zu versuchen. Doch auch in seinem Leben ist die Malkunst zumeist eine brotlose, und die ausgiebigen Sexabenteuer mit seiner Freundin Hong-Kong, die regelmäßig als Nacktmodell vor seiner Leinwand posiert, machen einen auf die Dauer auch nicht satt. Da kommt es fast einem Wunder gleich, als Archies alter Kumpel Egon den Kontakt zu einem Kunsthändler und Galeristen herstellt, der ihm ein ordentliches Auskommen verspricht, sollte Archie ihm dessen nervtötende Freundin Luisa abnehmen. Luisa ist anstrengend und verlangt viel Aufmerksamkeit, im Gegenzug ist der Galerist bereit, Archies malerischen Ergüsse in seinen Ausstellungen zu präsentieren.
Um dem ihm diesen Deal schmackhaft zu machen, sagt der Kunsthändler Archie auch ein festes Monatsgehalt zu. Der Maler schlägt damit gleich zwei Fliegen mit einer Klappe. Er muss sich fortan nicht mehr um regelmäßige Einkünfte Sorgen machen, und er hat gleich zwei hübsche junge Frauen, mit denen er Sex haben kann. Aufgrund Archies Art, seine Werke so zu malen, wie Gott ihn schuf, und dabei auch mal sein bestes Stück, seinen „goldenen Pinsel“, wie der Filmtitel verrät, sinnbringend einzusetzen, kommt es prompt zu einem Ausstellungsskandal der nackten Tatsachen, und Archie erhält von der Presse den Spitznamen „Der Mann mit dem goldenen Pinsel“. Plötzlich ist er gefragt wie nie, die Kundschaft reißt sich um seine Bilder und er feiert Partys wie im Rausch, bei der er sich gleich auch noch eine dritte Frau, die hübsche Cellistin Brunhilde aufreißt.

## Produktionsnotizen
Der Mann mit dem goldenen Pinsel entstand im Frühjahr 1969, passierte die FSK-Prüfung am 1. Juli 1969 und wurde am 4. Juli 1969 uraufgeführt. Hans Zehetner entwarf die Filmbauten. Heinz Pollak hatte die Produktionsleitung.

## Kritik
Im Lexikon des Internationalen Films heißt es: „Episödchen um einen Maler, der die Gesellschaft auf den Arm nimmt. Witzloser Klamauk mit permanenten Nackt-Einlagen.“